# Trithemis nigra
Trithemis nigra – gatunek ważki z rodziny ważkowatych (Libellulidae).